# 역사상
범주론에서 왼쪽 역사상(-逆寫像, 영어: left inverse morphism)과 오른쪽 역사상(-逆寫像, 영어: right inverse morphism)은 각각 왼쪽 또는 오른쪽에서 합성하였을 때 항등 사상이 되는 사상이다. 왼쪽 역사상 및 오른쪽 역사상을 갖는 사상을 각각 분할 단사 사상(分割單射寫像, 영어: split monomorphism)과 분할 전사 사상(分割全射寫像, 영어: split epimorphism)이라고 한다.

## 정의
범주 {\displaystyle {\mathcal {C}}}의 두 사상
{\displaystyle f\colon X\to Y}
{\displaystyle g\colon Y\to X}
이 주어졌다고 하자. 만약 {\displaystyle g\circ f=\operatorname {id} _{X}}가 성립할 경우, 이를 다음과 같이 표현한다.
- {\displaystyle g}는 {\displaystyle f}의 왼쪽 역사상(-逆寫像, 영어: left inverse morphism) 또는 수축(收縮, 영어: retraction)이다.
- {\displaystyle f}는 {\displaystyle g}의 오른쪽 역사상(-逆寫像, 영어: right inverse morphism) 또는 단면(斷面, 영어: section)이다.
- 만약 추가로 {\displaystyle f\circ g=\operatorname {id} _{Y}}가 성립한다면 (즉, {\displaystyle g}가 {\displaystyle f}의 왼쪽 역사상이자 오른쪽 역사상이라면), {\displaystyle g}를 {\displaystyle f}의 양쪽 역사상(兩-逆寫像,영어: two-sided inverse morphism)이라고 한다.

여기서 "수축"/"단면"이라는 이름은 위상수학에서 유래하였다. 즉, 오른쪽 역사상은 위상 공간의 범주에서 올다발의 단면을 일반화한 것이다.
왼쪽 역사상을 갖는 사상을 분할 단사 사상(分割單射寫像, 영어: split monomorphism)이라고 한다. 오른쪽 역사상을 갖는 사상을 분할 전사 사상(分割全射寫像, 영어: split epimorphism)이라고 한다. 양쪽 역사상을 갖는 사상을 동형 사상이라고 한다.
어떤 범주에서 모든 단사 사상이 분할 단사 사상이라면, 이 범주에서 선택 공리가 성립한다고 한다.

## 성질

### 함의 관계
이름과 같이, 모든 분할 단사 사상은 항상 단사 사상이며, 모든 분할 전사 사상은 항상 전사 사상이다.
분할 단사 사상과 분할 전사 사상은 서로 쌍대 개념이다. 즉, 범주 {\displaystyle {\mathcal {C}}}에서의 분할 단사 사상은 그 반대 범주 {\displaystyle {\mathcal {C}}^{\operatorname {op} }}에서의 분할 전사 사상이며, 그 역도 성립한다.
임의의 범주의 사상에 대하여 다음 세 조건들이 서로 동치이다.
- 단사 사상이며, 분할 전사 사상이다.
- 전사 사상이며, 분할 단사 사상이다.
- 동형 사상이다.

(그러나 단사 사상이자 전사 사상인 사상이 동형 사상일 필요는 없다.)

### 유일성
주어진 사상의 왼쪽 역사상 또는 오른쪽 역사상은 (만약 존재한다면) 일반적으로 유일하지 않을 수 있다. 그러나 양쪽 역사상은 (만약 존재한다면) 항상 유일하다.

### 단사·사영 대상과의 관계
임의의 범주에서, 정의역이 단사 대상인 단사 사상은 분할 단사 사상이다. 마찬가지로, 임의의 범주에서, 공역이 사영 대상인 전사 사상은 분할 전사 사상이다.

## 예

### 집합
집합과 함수의 토포스에서는 다음이 성립한다.
- 분할 단사 사상은 공역이 공집합이거나 정의역이 공집합이 아닌 단사 함수이다.
- 전사 사상과 분할 전사 사상의 개념이 일치한다. (이는 체르멜로-프렝켈 집합론에서 선택 공리와 동치이다.)

### 군
군과 군 준동형의 범주 {\displaystyle \operatorname {Grp} }에서, 단사 사상은 단사 함수인 군 준동형이며, 전사 사상은 전사 함수인 군 준동형이다. 이 범주에서, 분할 단사·전사 사상의 개념은 반직접곱과 깊은 관련을 갖는다.
구체적으로, 단사 군 준동형 {\displaystyle i\colon H\hookrightarrow G}가 분할 단사 사상일 필요충분조건은 다음과 같다.
- {\displaystyle H}는 {\displaystyle i}에 의하여 {\displaystyle G}의 부분군을 이루며, {\displaystyle G\cong N\rtimes H}인 정규 부분군 {\displaystyle N\vartriangleleft G}이 존재한다. (여기서 {\displaystyle \rtimes }는 반직접곱을 뜻한다.)

마찬가지로, 전사 군 준동형 {\displaystyle q\colon G\twoheadrightarrow Q}가 분할 전사 사상이 될 필요충분조건은 다음과 같다.
- {\displaystyle G\cong \ker q\rtimes Q}이다. (여기서 {\displaystyle \rtimes }는 반직접곱을 뜻한다.)

### 위상 공간
위상 공간과 연속 함수의 범주 {\displaystyle \operatorname {Top} }에서는 분할 단사 사상이 아닌 단사 사상이 존재하며, 분할 전사 사상이 아닌 전사 사상이 존재한다.
구체적으로, {\displaystyle \operatorname {Top} }에서, 단사 사상은 단사 함수인 연속 함수이며, 전사 사상은 전사 함수인 연속 함수이며, 동형 사상은 위상 동형이다. 전단사 함수이자 연속 함수이지만, 그 역함수가 연속 함수가 아니어서 위상 동형이 아닌 함수가 존재한다. 이러한 함수는 단사 사상이자 전사 사상이지만, 분할 단사 사상이 아니며 분할 전사 사상도 아니다.

### 원순서 집합
원순서 집합 {\displaystyle (X,\lesssim )}을 작은 범주로 간주하였을 때, 모든 분할 단사 사상 및 분할 전사 사상은 동형 사상이다.

### 아벨 범주
아벨 범주에서 사상 {\displaystyle f\colon A\to B}이 단사 사상인 것은 다음과 같은 짧은 완전열이 존재하는 것과 동치이다.
{\displaystyle 0\to A{\overset {f}{\to }}B\to \operatorname {coker} f\to 0}
(여기서 {\displaystyle 0}은 아벨 범주의 영 대상이며, {\displaystyle \operatorname {coker} }는 여핵을 뜻한다.) 이 경우, {\displaystyle f}가 분할 단사 사상인 것은 위 짧은 완전열이 분할 완전열인 것과 동치이다.
마찬가지로, 아벨 범주에서 사상 {\displaystyle g\colon B\to C}이 전사 사상인 것은 다음과 같은 짧은 완전열이 존재하는 것과 동치이다.
{\displaystyle 0\to \ker g\to B{\overset {g}{\to }}C\to 0}
(여기서 {\displaystyle 0}은 아벨 범주의 영 대상이며, {\displaystyle \ker }는 핵을 뜻한다.) 이 경우, {\displaystyle g}가 분할 전사 사상인 것은 위 짧은 완전열이 분할 완전열인 것과 동치이다.

## 참고 문헌
- Mac Lane, Saunders (1998). 《Categories for the working mathematician》. Graduate Texts in Mathematics (영어) 5 2판. Springer. doi:10.1007/978-1-4757-4721-8. ISBN 978-1-4419-3123-8. ISSN 0072-5285. MR 1712872. Zbl 0906.18001.